# (346) Герментария
(346) Герментария (фр. Hermentaria) — крупный астероид главного пояса, который принадлежит к светлому спектральному классу S. Он был открыт 25 ноября 1892 года французским астрономом Огюстом Шарлуа в обсерватории Ниццы и назван в честь французской коммуны Гермент, расположенной в департаменте Пюи-де-Дом региона Овернь.

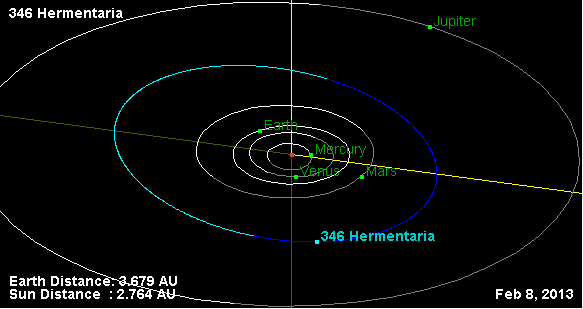
Орбита астероида Герментария и его положение в Солнечной системе